# José Bautista
José Antonio Bautista Santos (nascido em 19 de outubro de 1980) é um jogador dominicano de beisebol atuando como terceira base pelo New York Mets na Major League Baseball (MLB). Sua carreira profissional começou quando o Pittsburgh Pirates o selecionou na 20ª rodada do draft de 2000 da MLB. Em 2010, Bautista se tornou o 26º membro do clube dos 50 home runs enquanto liderou as grandes ligas em home runs pela primeira de duas temporadas consecutivas e em 2010–11, rebateu mais home runs do que qualquer outro jogador das grandes ligas. Foi selecionado para o Jogo das Estrelas da Major League Baseball em seis ocasiões consecutivas, ganhou três  Silver Slugger Awards e dois Hank Aaron Awards. Além disso, foi agraciado com o Prêmio de jogador do mês na Liga Americana cinco vezes e Jogador da semana em 4 ocasiões. Antes de ser negociado com o Blue Jays, Bautista jogava essencialmente como terceira base.
Em 4 de novembro de 2017, os Blue Jays oficialmente liberaram Bautista que se tornou "free agent".